# Myospila leechi
Myospila leechi är en tvåvingeart som först beskrevs av Zielke 1974.  Myospila leechi ingår i släktet Myospila och familjen husflugor.
Artens utbredningsområde är Kongo. Inga underarter finns listade i Catalogue of Life.